# مايكل هولي
مايكل هولي (بالإنجليزية: Michael Holley)‏ هو صحفي وكاتب العمود أمريكي، ولد في 26 فبراير 1970 في الولايات المتحدة.